# (1347) Patria
(1347) Patria est un astéroïde de la ceinture principale, située entre Mars et Jupiter.

## Découverte
Patria a été découvert par G . Neujmin, le 6 novembre 1931 à Simeis. Sa désignation provisoire est 1931 VW.

## Caractéristiques physiques
Patria mesure 32 km de diamètre, il tourne sur lui-même en 29,5 heures et sa magnitude absolue est de 11,2.

## Caractéristiques orbitales
Sa distance minimale d'intersection de l'orbite terrestre est de 1,41 UA.

## Nom
L'objet a été nommé d'après la patrie.